# Runebergsgatan

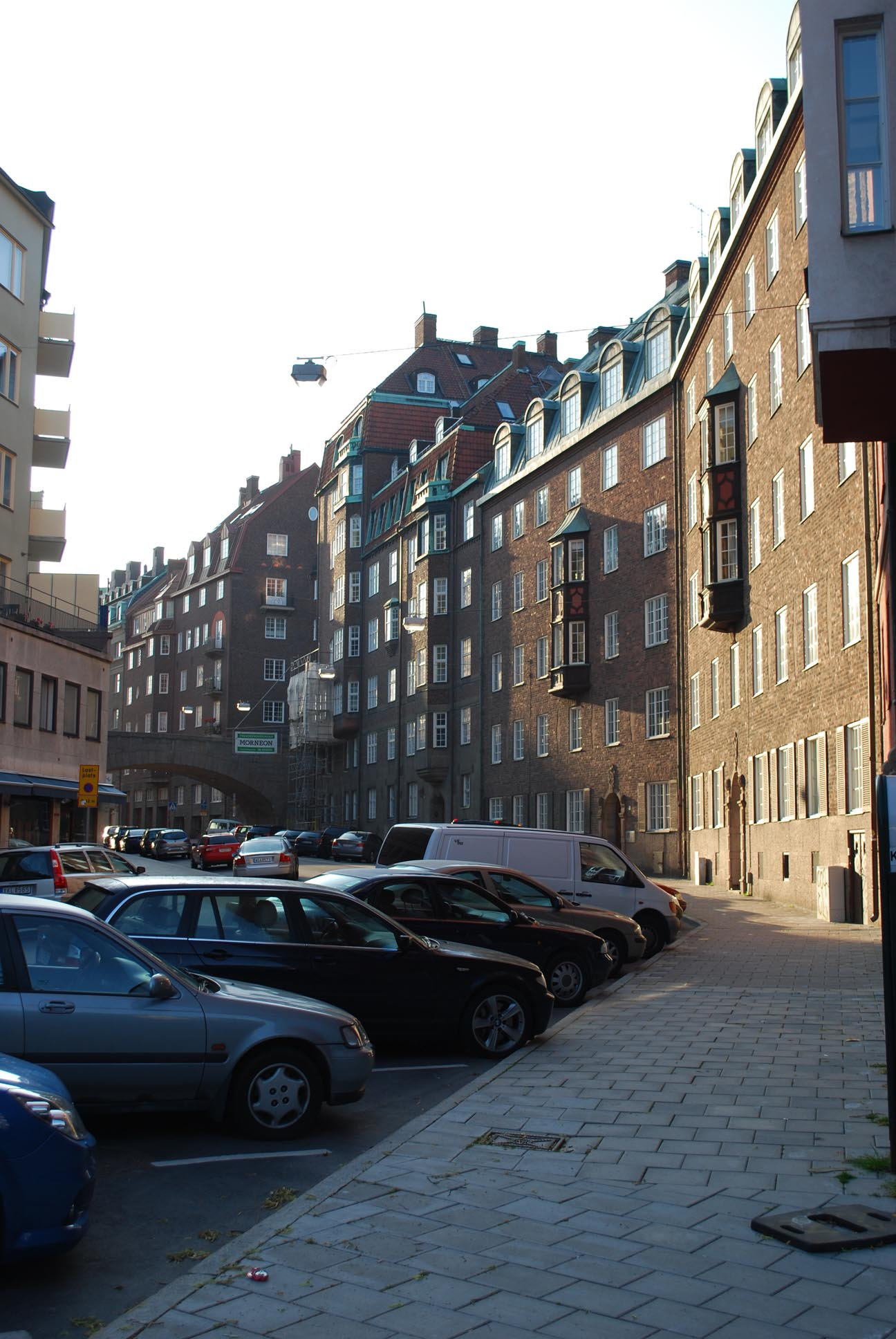
Runebergsgatan i östlig riktning, sedd från Eriksbergsplan.

Runebergsgatan är en gata på Östermalm i Stockholms innerstad, med sträckning från Birger Jarlsgatan via Runebergsplan till Karlavägen. Gatan korsas av Eriksbergsgatan som går över Runebergsgatan på en viadukt.
Gatan fick sitt namn 1909 efter den finlandssvenske skalden Johan Ludvig Runeberg. Det är antagligen det äldre namnet Tegnérgatan som har gett uppslag till namngivningen.